# منى هلا
منى هلا (25 أكتوبر 1985 -)، ممثلة مصرية / نمساوية.

## عن حياتها
ولدت لأب نمساوي وأم مصرية وتوفي والدها وهي صغيرة، حاصلة على ليسانس ألسن قسم ألماني. بدأت مسيرتها الفنية في عام 2001 بالأدوار الصغيرة، حصلت على ليسانس ألسن لغة ألمانية جامعة عين شمس عام 2005 وبدأت أعمالها الفنية ببرنامج يلا بينا ثم صح صح معانا وبعد ذلك شاركت في العديد من الأعمال الفنية أشهرها فيلم الباشا تلميذ والبيبي دول وحصلت مني علي لقب أحسن ممثلة شابة عام 2008 وقدمت في عام 2011 برنامج منى توف.

## أعمالها

### المسلسلات
- الإمبراطور
- طعمية بالكافيار - سيت كوم.
- القاهرة ترحب بكم
- العندليب
- الملك فاروق
- سكة اللي يروح
- أيام الرعب والحب
- هاي سكول
- لمبه شو - سيت كوم
- عدى النهار
- قلب ميت
- الجانب الآخر من الشاطىء
- حرمت يا بابا - سيت كوم - جزئين
- سنوات الحب والملح
- ربع مشكل - ميني سيت كوم
- حقيقة الأوهام
- رحيل مع الشمس
- ملكة في المنفى
- أكتوبر الآخر
- قصة حب
- أزمة سكر
- الجامعة
- طيري يا طيارة
- ألف سلامة
- كلبش 3

### من الأفلام
- سيب وأنا أسيب
- الباشا تلميذ
- زكي شان
- عن قرب
- بيت من لحم
- أكبر الكبائر
- ألوان السما السبعة
- ليلة البيبي دول
- بالألوان الطبيعية
- الميدان
- إذاعة حب
- صوت وصوره
- حفلة منتصف الليل
- لمح البصر
- ليل خارجي
- باباراتزي

### من المسرحيات
- الحادثة اللي جرت

### البرامج الكوميدية
- لمبة شو
- بالمقلوب
- منى نوف - برنامج يعرض على اليوتيوب
- ربع مشكل
- ربع مشكل اكسترا سبايسي
- أصحاب الفرح على شبكة التلفزيون العربي - عدد من الحلقات

## وصلات خارجية
- منى هلا على موقع IMDb (الإنجليزية)
- منى هلا على موقع الدهليز
- منى هلا على موقع قاعدة بيانات الأفلام العربية
- منى هلا على موقع قاعدة بيانات الفيلم (الإنجليزية)